# شهرک شهید باهنر جدول‌نو
شهرک شهید باهنر جدول‌نو، روستایی از توابع بخش حسن‌آباد شهرستان اقلید در استان فارس ایران است.

## جمعیت
این روستا در دهستان حسن‌آباد قرار دارد و براساس سرشماری مرکز آمار ایران در سال ۱۳۸۵، جمعیت آن ۳۹۰ نفر (۸۴خانوار) بوده‌است.